# Слънцестоене
Слънцестоене се наричат два дни в годината, при които наблюдаемите точки на изгрев и залез видимо престават да се движат  върху линията на хоризонта, след което сменят посоката на движението си. Съответстващите им два дни от годината имат екстремална продължителност, максимум при лятното слънцестоене и минимум – при зимното. Астрономически това съответства на положение на Слънцето по неговия видим път върху небесната сфера, максимално отдалечени от небесния екватор.

## Двете слънцестоения в двете полукълба
Като резултат от наклона на земната ос продължителността на деня и нощта зависят от положението на Земята спрямо Слънцето. На 22 юни Слънцето е над тропика на Рака. В северното полукълбо денят е най-дълъг, нощта е най-къса и се говори за лятно слънцестоене. В южното полукълбо денят е най-къс, нощта е най-дълга и е налице зимно слънцестоене. На 22 декември Слънцето е над тропика на Козирога, тогава в северното полукълбо се наблюдава зимно слънцестоене, а в южното – лятно.
Когато Слънцето пресича небесния екватор, денят и нощта са еднакво дълги. Тези положения на Слънцето се наричат равноденствия.

## Календар
Слънцестоенето оказва пряко влияние върху дневното слънчево греене, а оттам върху климата. Така на различните слънцестоения съответстват различни моменти от годината, което ги прави важни за календара.
Много от културите по света и почти всички езически религии почитат слънцестоенията и равноденствията като моменти с особено значение. Тогава се устройват едни от основните календарни фестивали и се извършват важни обреди, свързани най-вече със земеделието и плодородието.
| Дати и време на слънцестоене и равноденствие по UTC-0 | Дати и време на слънцестоене и равноденствие по UTC-0 | Дати и време на слънцестоене и равноденствие по UTC-0 | Дати и време на слънцестоене и равноденствие по UTC-0 | Дати и време на слънцестоене и равноденствие по UTC-0 | Дати и време на слънцестоене и равноденствие по UTC-0 | Дати и време на слънцестоене и равноденствие по UTC-0 | Дати и време на слънцестоене и равноденствие по UTC-0 | Дати и време на слънцестоене и равноденствие по UTC-0 |
| година                                                | Равноденствие Март                                    | Равноденствие Март                                    | Слънцестоене Юни                                      | Слънцестоене Юни                                      | Равноденствие Септември                               | Равноденствие Септември                               | Слънцестоене Декември                                 | Слънцестоене Декември                                 |
| година                                                | ден                                                   | час                                                   | ден                                                   | час                                                   | ден                                                   | час                                                   | ден                                                   | час                                                   |
| ----------------------------------------------------- | ----------------------------------------------------- | ----------------------------------------------------- | ----------------------------------------------------- | ----------------------------------------------------- | ----------------------------------------------------- | ----------------------------------------------------- | ----------------------------------------------------- | ----------------------------------------------------- |
| 2015                                                  | 20                                                    | 22:45                                                 | 21                                                    | 16:38                                                 | 23                                                    | 08:20                                                 | 22                                                    | 04:48                                                 |
| 2016                                                  | 20                                                    | 04:30                                                 | 20                                                    | 22:34                                                 | 22                                                    | 14:21                                                 | 21                                                    | 10:44                                                 |
| 2017                                                  | 20                                                    | 12:28                                                 | 21                                                    | 04:24                                                 | 22                                                    | 20:02                                                 | 21                                                    | 16:28                                                 |
| 2018                                                  | 20                                                    | 16:15                                                 | 21                                                    | 10:07                                                 | 23                                                    | 01:54                                                 | 21                                                    | 22:23                                                 |
| 2019                                                  | 20                                                    | 23:58                                                 | 21                                                    | 15:54                                                 | 23                                                    | 07:50                                                 | 22                                                    | 04:19                                                 |
| 2020                                                  | 20                                                    | 03:50                                                 | 20                                                    | 21:44                                                 | 22                                                    | 13:31                                                 | 21                                                    | 10:02                                                 |
| 2021                                                  | 20                                                    | 09:37                                                 | 21                                                    | 03:32                                                 | 22                                                    | 19:21                                                 | 21                                                    | 15:59                                                 |
| 2022                                                  | 20                                                    | 15:33                                                 | 21                                                    | 09:14                                                 | 23                                                    | 01:04                                                 | 21                                                    | 21:48                                                 |
| 2023                                                  | 20                                                    | 21:24                                                 | 21                                                    | 14:58                                                 | 23                                                    | 06:50                                                 | 22                                                    | 03:27                                                 |
| 2024                                                  | 20                                                    | 03:07                                                 | 20                                                    | 20:51                                                 | 22                                                    | 12:44                                                 | 21                                                    | 09:20                                                 |
| 2025                                                  | 20                                                    | 09:02                                                 | 21                                                    | 02:42                                                 | 22                                                    | 18:20                                                 | 21                                                    | 15:03                                                 |

- За България за март и декември добавяте 2 часа (UTC+2), а за юни и септември – 3 часа (UTC+3).